# Trochanteria ranuncula
Trochanteria ranuncula là một loài nhện trong họ Trochanteriidae. Loài này phân bố ở Brasil.